# Bolígraf
Un bolígraf (calc del castellà), una ploma estilogràfica (o simplement una estilogràfica), ploma d'escriure, ploma de bola, un estilògraf de bola, o esferogràfic és un dels instruments d'escriptura més populars i utilitzats del món, caracteritzat per la seva punta de càrrega, que conté una bola generalment d'acer o tungstè que, en contacte amb el paper, va dosificant-li la tinta a mesura que es fa rodar, de la mateixa manera que un desodorant de bola forneix la seva càrrega.
El bolígraf pot ser de punta fina, mitjana o diamant. El bolígraf és bàsicament un tub de plàstic o metall que conté la tinta, tenint en un extrem la punta d'escriptura, que enllaça una petita esfera o bola, de la qual pren el nom, i que serveix per a regular la sortida de tinta al paper de forma fluida i constant. Aquest tub o "càrrega" (de tinta) es troba a l'interior d'una carcassa que permet d'agafar-lo amb comoditat. Aquest carcassa pot ser de dos parts (base i tap) o d'una sola, amb diversos mecanismes que treuen o retreuen la punta de la càrrega per a protegir-la de cops i evitar que taqui quan es porta a la butxaca. La massiva producció ha fet que el seu cost sigui molt baix i n'ha fet un instrument universal d'escriptura manual.

## Història

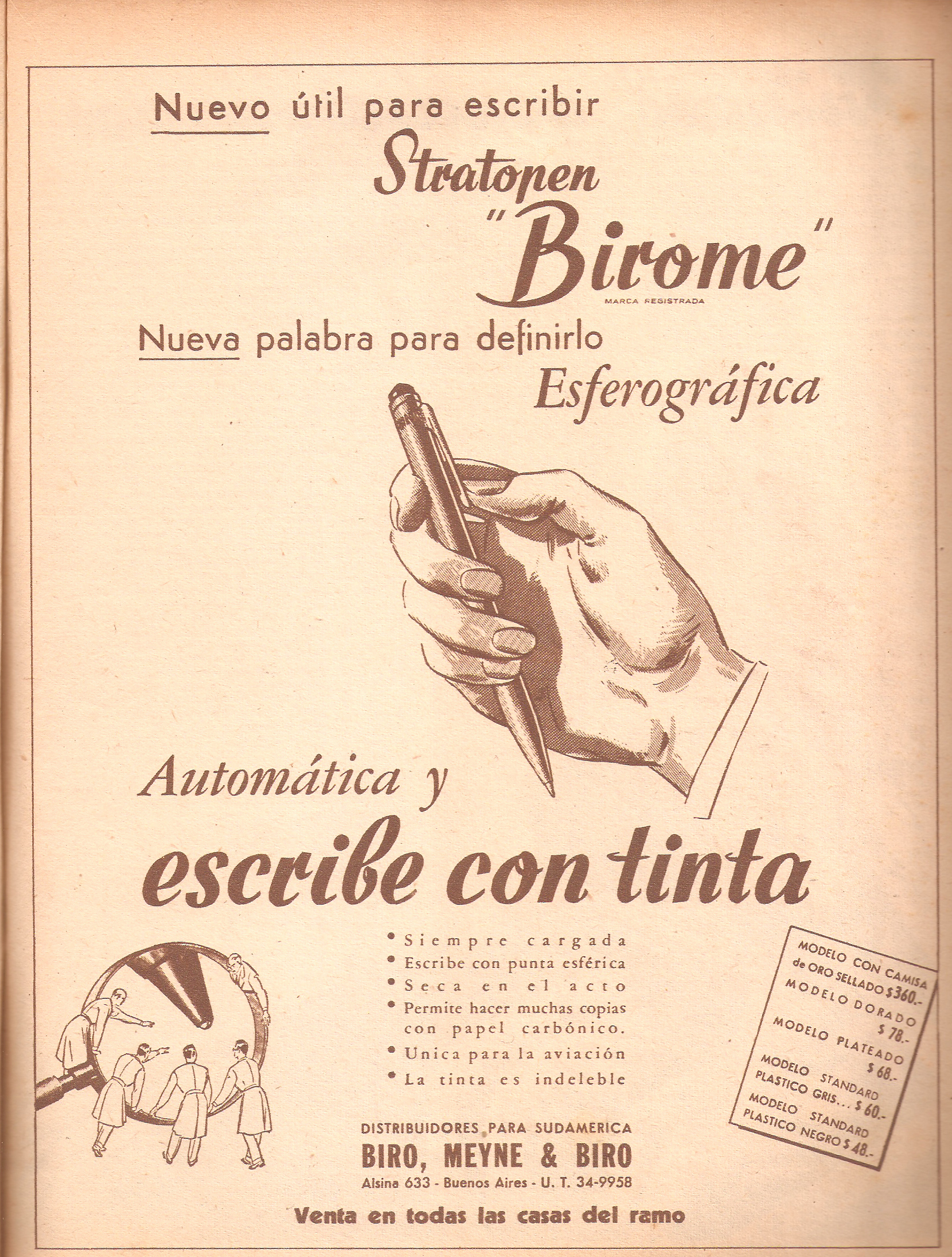
Propaganda a la Revista Argentina "Leoplán" de 1945 promocionant el primer bolígraf comercial, marca "birome".

El 1702, el francès M. Bion va dissenyar una ploma que contenia un dipòsit de tinta dins del mànec. L'estatunidenc Peregrin Williamson, el 1809, i el britànic John Sheaffer, el 1819, van patentar dos models més perfeccionats i el 1831 John Jacob Parker va produir la primera ploma amb dipòsit recarregable.
El 1888 es varen fer els primers assaigs de bolígrafs, però la tinta encara no s'havia aconseguit de manera eficaç, puix que no tenia la viscositat necessària.
El 1938, el periodista hongarès László Bíró va observar que la tinta que s'utilitzava per a imprimir diari s'assecava més ràpidament que la de les estilogràfiques. Decidí utilitzar aquesta tinta en una ploma i substituí el plomí per una diminuta boleta metàl·lica que, en desplaçar-se damunt del paper, deixava anar regularment la tinta viscosa i oliosa, la qual s'assecava fàcilment. D'aquest mecanisme prové el mot anglosaxó "ballpoint pen" (ploma amb punta de bola), adaptat al francès per "stylo à bille" i al català, mitjançant l'espanyol, com a "bolígraf" (estri d'escriure amb bola), encara que a molts països se'l coneix per "biro", en referència al seu creador.

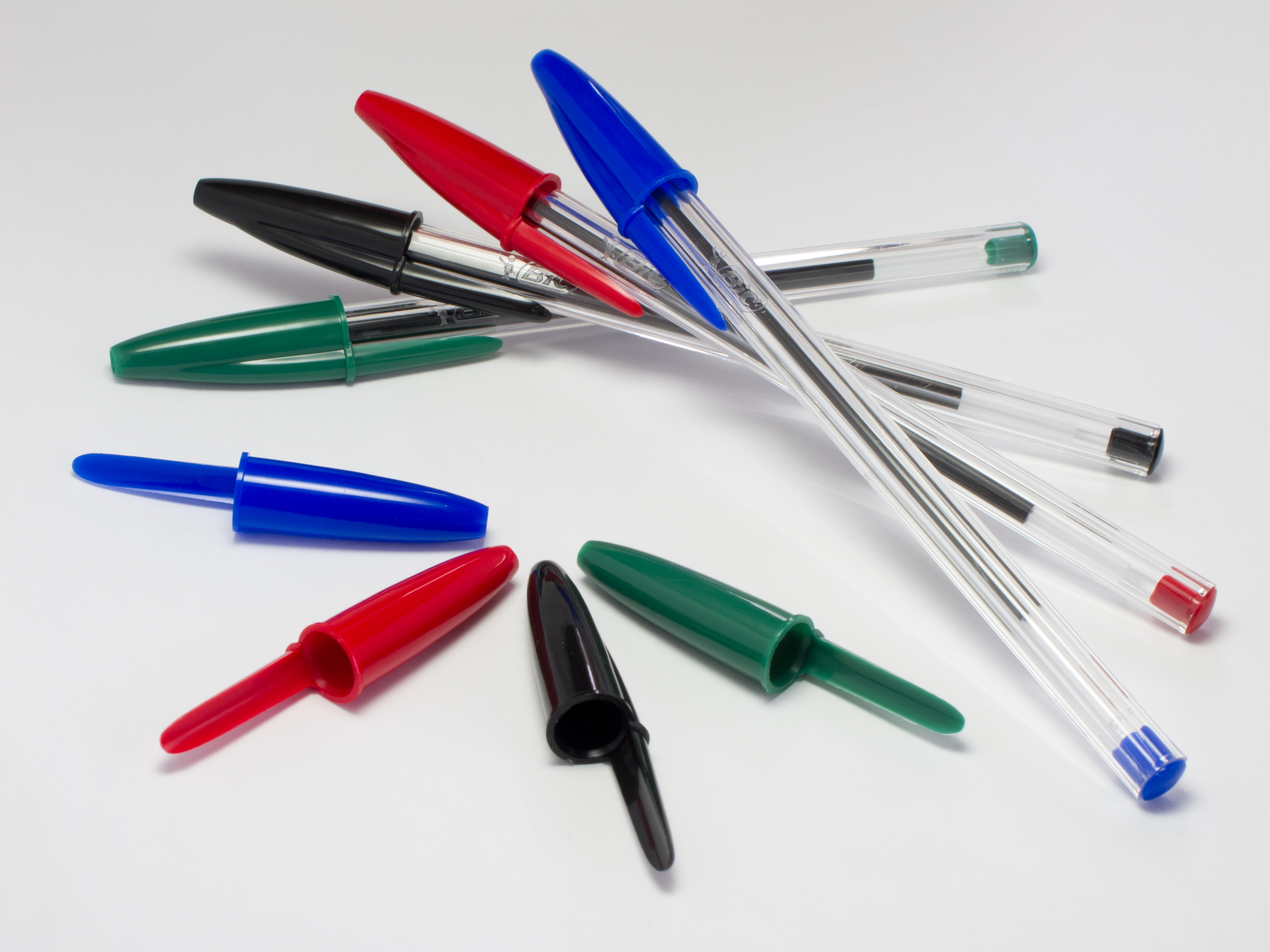
Quatre bolígrafs BIC blau, vermell, negre i verd, i quatre tapes.

L'invent es va patentar el 10 de juny de 1943 a l'Argentina, ja que l'inventor va haver de fugir a causa de l'amenaça nazi.
El 1951, el baró francès Marcel Bich va comprar la patent a Biro i el 1953 va començar la fabricació industrial d'un bolígraf barat i senzill, amb la marca bic, dels quals es venen uns 3.000.000 per any. Altres marques també van voler fabricar bolígrafs. Per exemple, el 1979 la firma estatunidenca Gillette va posar a la venda el primer bolígraf que es podia esborrar, que van anomenar Erase Mate o Replay.
Actualment, bic ven a tot el món més de catorze milions d'unitats anuals del seu producte estrella el "Bic Cristal", que l'any 2002 fou inclòs a la col·lecció permanent del Museu d'Art Modern de Nova York com un dels productes industrials més reeixits de la història.
El 1963 van aparèixer els retoladors amb punta de feltre.

### Història del bolígraf a Catalunya
L'any 1946 les fàbriques de plomes “Estilográfica Nacional, SL” d'en Amadeo Arboles i “Manufacturas Vicurvi, SL” dels germans Vila Sivill de Barcelona van començar a fabricar bolígrafs. Van ser les primeres d'Espanya i possiblement de Europa.
En Amadeo Arboles va registrar pel seu nou producte la marca BOLÍGRAFO i els Vila Sivill la marca REGIA CONTINUA (Regia era la marca de les seves millors plomes estilogràfiques).
L'èxit popular de la paraula “Bolígrafo” pel nou producte d'escriptura amb punta de bola fou tan gran que l'any 1961 la Real Academia de la Lengua Española va incorporar la paraula com a denominació comuna d'aquests estris d'escriptura.
A partir dels anys cinquanta el bolígraf es va anar imposant a Espanya a les plomes estilogràfiques. Dos fabricants, INOXCROM a Barcelona i STYP a Albacete, van continuar fabricant plomes però els bolígrafs produïts per ambdues es van acabar imposant de forma abassegadora.
Les dues empreses es van convertir en veritables multinacionals del bolígraf, INOXCROM, fins a la seva pràctica desaparició a principis d'aquest segle, i STYB fins al present. 

## Parts d'un bolígraf

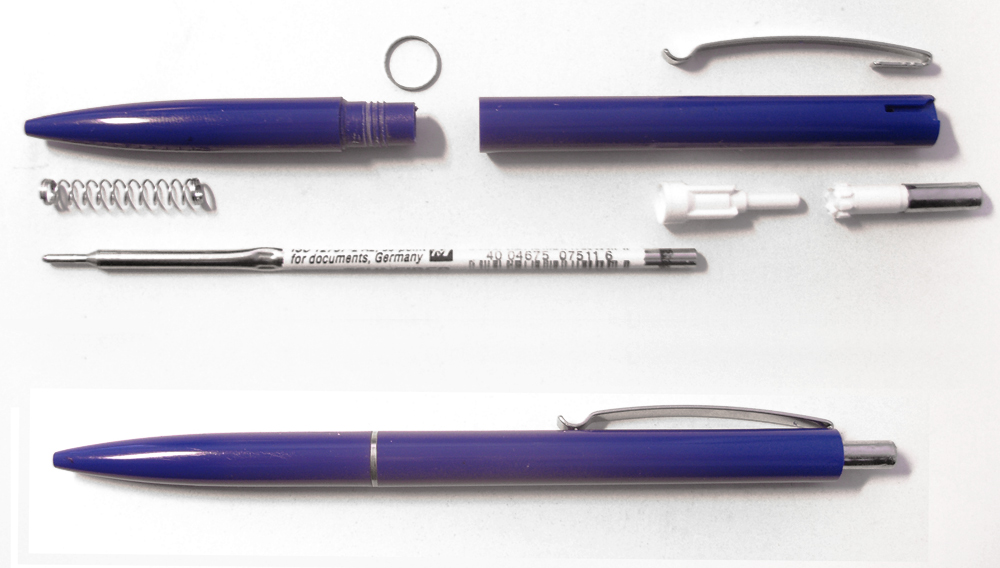
Parts d'un bolígraf Schneider K15 desmuntat

Elements comuns en tots els bolígrafs:
Canya: cos del bolígraf. Càrrega: contenidor de la tinta. “Boleta”: Aquesta gira, es carrega amb la tinta, i deixa el traç sobre el paper. Tinta: Espessa, no soluble en aigua. Resisteix molt temps en els tancs sense assecar-se, encara que s'asseca instantàniament en escriure.
Elements habituals en els bolígrafs:

Polsador: mecanisme més comú d'obertura (existeixen altres mecanismes d'obertura, com el de gir). Clip: mecanisme de subjecció a la butxaca (existeixen altres mecanismes de fixació, com el de mosquetó). Punter: part inferior de la canya.

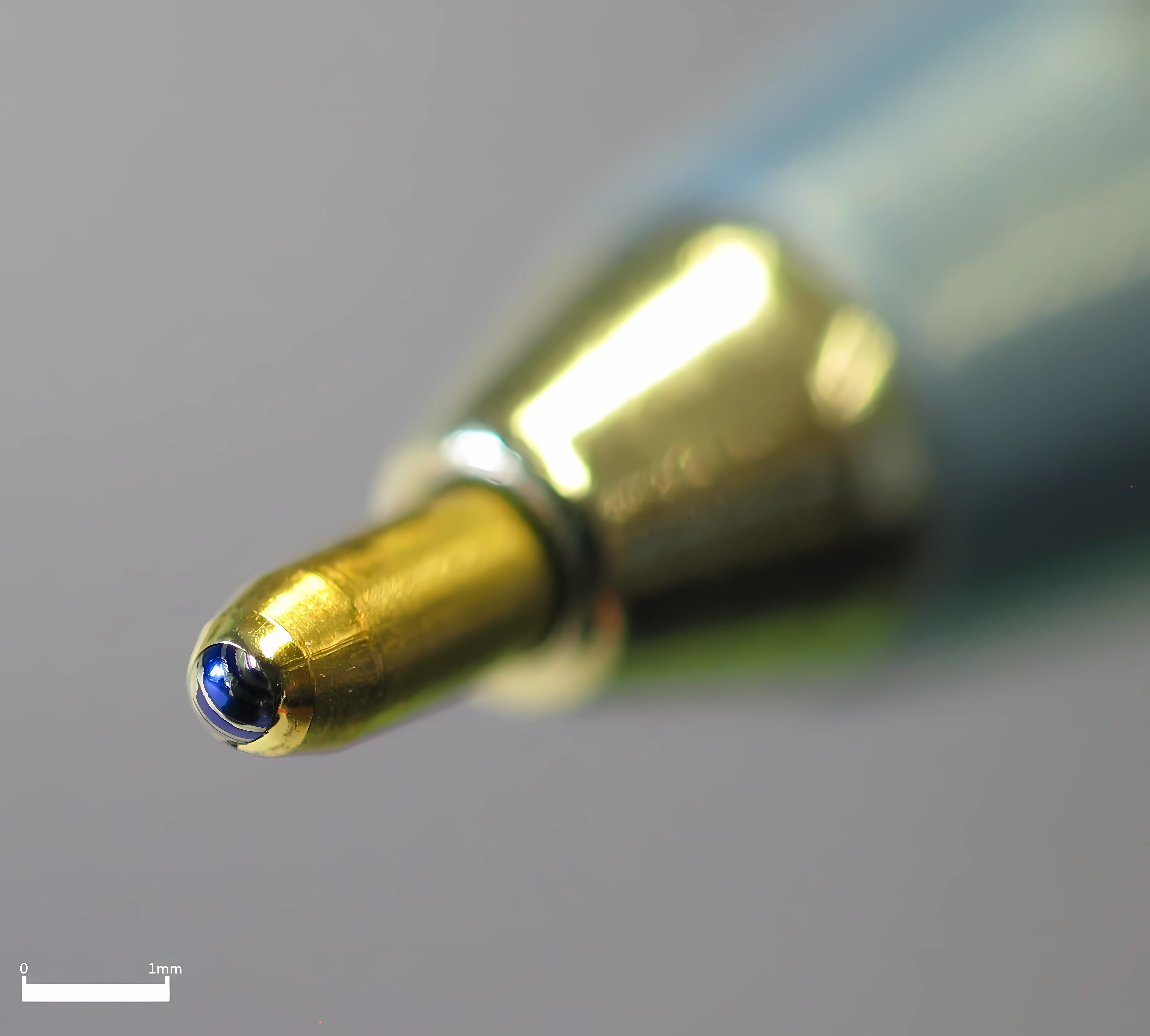
Punta d'un bolígraf; l'escala blanca indica 1 mm.

Complements o elements opcionals:
Antilliscants: Marca inscrita a la canya

## Classificació
Les plomes esferogràfiques es poden classificar en diferents categories:
Punt: Fi o mitjà, és a dir, el gruix de l'escriptura. Vida útil: un sol ús o recarregable. Mecanisme d'obertura: tapa, polsador o gir. Material de què estan fets: plàstic, metàl·lic o bioplàstic.
Els bolígrafs pressuritzats són aquells en què el cartutx que guarda la tinta està segellat, i al seu torn la tinta està sota pressió. Gràcies a aquesta pressió la tinta surt encara en absència de gravetat. Per aquesta raó és utilitzat pels astronautes.

## Nom
En molts països europeus, així com a Austràlia i Nova Zelanda, els bolígrafs són coneguts com a Biros. A l'Argentina, Paraguai i Uruguai en diuen “lapicera”, “bolígrafo”, i birome, que és el nom comercial amb què es van vendre els primers bolígrafs del món, fabricats a l'Argentina el 1942. Al Panamà i a Puerto Rico es coneix com a "bolígrafo" o "pluma". En diversos països com Mèxic, Xile i Veneçuela, el terme bolígraf és col·loquialment intercanviable, se'l coneix informalment també com a "pluma", "lapiz pasta" i "lápiz" ("lápiz pasta" a Xile), respectivament. A Cuba se'n diu formalment "bolígrafo", però també és anomenat "lápiz", principalment a la regió central i oriental, i com "pluma" a l'Havana i a la resta de la regió occidental de l'illa. A Costa Rica, Guatemala, El Salvador, Hondures, Nicaragua, a la República Dominicana i al Perú també es coneix com a "lápiz". A la regió Costa d'Equador es diu pluma, però a la Sierra i en certes parts de Colòmbia és dit esfero. En algunes regions colombianes com en el Carib rep igualment el nom de plumero o el ja esmentat lapicero. A Bolívia és conegut com a "lápiz", "bolígrafo" o "puntabola". A Espanya es fa servir "bolígrafo", o "boli" col·loquialment. Al Portugal i al Brasil "caneta esferográfica" o "caneta".

## Art del bolígraf

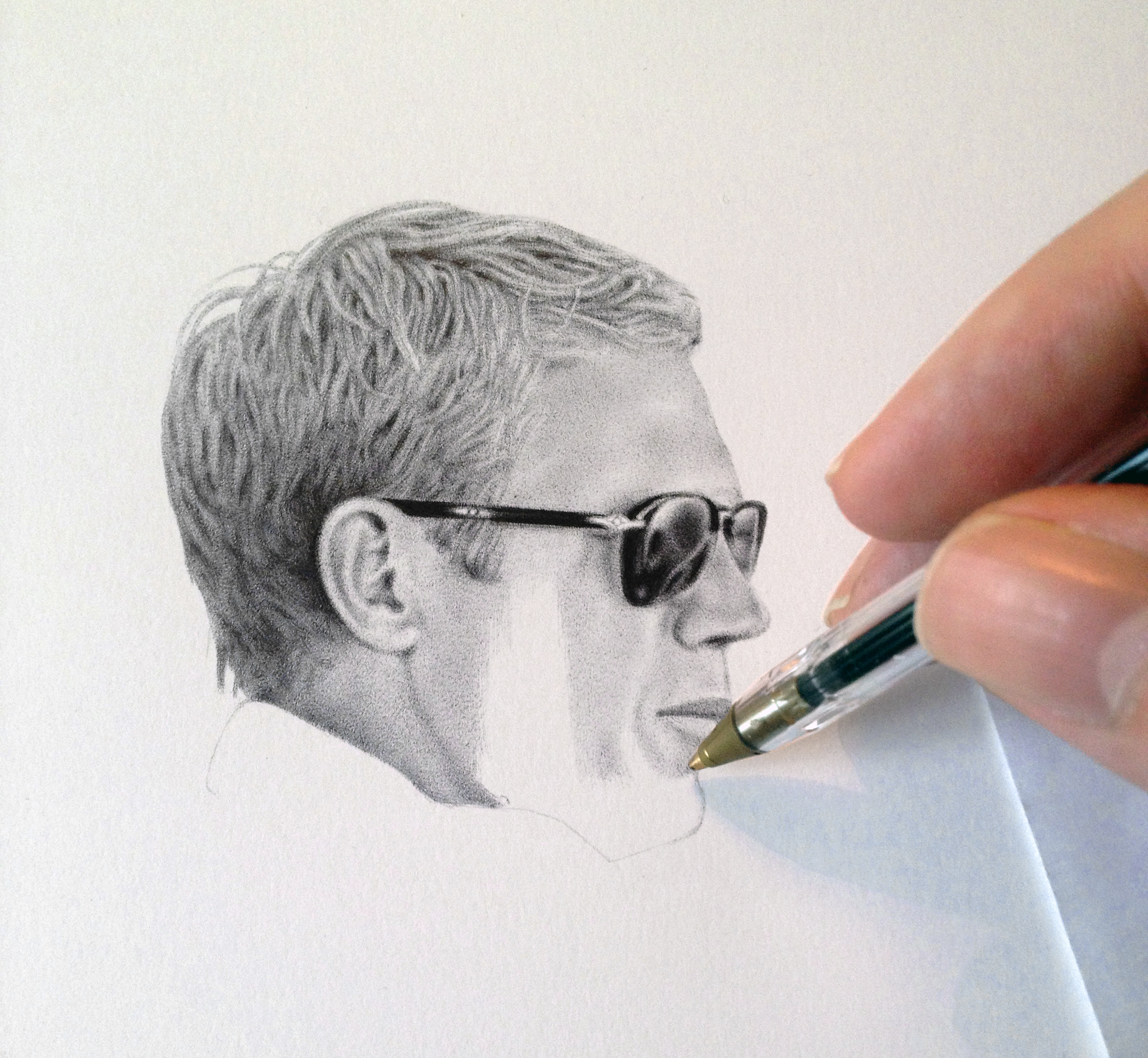
Dibuix de James Mylne utilitzant un bolígraf Bic Cristal per crear un dibuix fotorealista de Steve McQueen.

D'ençà de la seva invenció, el bolígraf ha esdevingut un mitjà d'art versàtil per als artistes professionals, com també per als doodlers aficionats. Segons els usuaris, són barats i fàcilment accessibles, i portàtils. Per tant, aquesta eina comuna de l'escriptura és també una font de l'art alternatiu. Les tècniques de llapis i tinta tradicionals com "puntejat" i "esgrafiat" es poden utilitzar per a crear mitjans tons o la il·lusió de la forma i el volum. Famosos artistes del segle 20, com ara Andy Warhol, entre d'altres, han utilitzat els bolígrafs en algun moment durant les seves carreres.
El bolígraf continua d'atraure l'interès al segle XXI. Els artistes contemporanis reben reconeixença pel seu ús específic dels bolígrafs, per la seva capacitat tècnica, la imaginació i la innovació. L'artista coreà Il Lee ha creat grans i abstractes obres d'art tan sols amb l'ús del bolígraf de l primeria de la dècada de 1980 ençà. La seva obra ha estat exposada a Seül (Corea del Sud) i Amèrica.
De mitjan dècada de 1980 ençà, Lennie Mace ha creat imaginatives obres d'art utilitzant només el bolígraf, de diversos continguts i complexitat, aplicant-los a superfícies no convencionals, com la fusta i el denim. Lennie Mace va encunyar termes com PENtings i Mitjana Graffiti per aa descriure la seva variada producció. Mace és l'artista més prolífic en el seu ús del bolígraf. La seva obra es mostra a escala nacional als Estats Units, i regularment al Japó. Les seves il·lustracions a bolígraf també han aparegut en publicacions internacionals com The New York Times.
Més recentment, l'artista britànic James Mylne ha creat art fotorealista usant majoritàriament bolígrafs negres, de vegades amb color barrejat-mitjana mínima. Obres d'art de Mylne és popular a Londres i internacionalment per Internet.
Il·lustracions de l'artista japonès Shohei també s'han fet populars en els Estats Units amb Internet. Artistes com Juan Francisco Casas i Samuel Silva van atreure l'atenció de la Internet "viral" amb la seva pròpia obra d'art en bolígraf.
La disponibilitat del color de la tinta, i la sensibilitat a la llum, són algunes de les preocupacions dels artistes del bolígraf. Els errors són un risc major per a ells. Si es dibuixa una línia, en general no pot ser esborrada. A més, el "blobbing" de la tinta sobre la superfície de dibuix, i els "salts" de flux de tinta, requereixen una consideració quan s'utilitzen els bolígrafs per a propòsits artístics.